# Nigel Townson
Nigel Townson (Kent, 1959) es un historiador, hispanista, editor y periodista británico, profesor en la Universidad Complutense de Madrid.
Licenciado en la Universidad de Cambridge, ha sido autor de The Crisis of Democracy in Spain. Centrist Politics under the Second Republic (2000), un libro sobre la Segunda República Española con el protagonismo del Partido Republicano Radical, al que, según Pamela Radcliff, Towson defiende de las tradicionales «acusaciones de oportunismo y contrarrevolución»; el historiador británico también propone que los partidos de centro podían haber ejercido un efecto estabilizador en la política de la República.
Ha sido editor de obras como El republicanismo en España (1830-1977) (1994), ¿Es España diferente? Una mirada comparativa (siglos XIX y XX) (2010), España en cambio. El segundo franquismo, 1959-1975 (2009) o Historia virtual de España (1870-2004) (2004). También ha colaborado en documentales de la BBC.